# 日本私立歯科大学協会
一般社団法人日本私立歯科大学協会（にほんしりつしかだいがくきょうかい）は、私立16大学17歯学部の歯科大学によって構成されている法人。元厚生労働省所管。国公立歯科大学は、国立大学協会や公立大学協会に加盟している。

## 沿革
- 1976年 - 設立

## 活動内容
私立歯科大学の資質向上と教員の研修などを行っている。

## 加盟校
- 北海道医療大学
- 岩手医科大学
- 奥羽大学
- 明海大学
- 昭和大学
- 東京歯科大学
- 日本大学
  - 歯学部
  - 松戸歯学部
- 日本歯科大学
- 神奈川歯科大学
- 鶴見大学
- 松本歯科大学
- 朝日大学
- 愛知学院大学
- 大阪歯科大学
- 福岡歯科大学

- 国公立を含んだ歯科大学一覧